# Castnia eudesmia
Castnia eudesmia is een vlinder uit de familie Castniidae. De soort komt voor in het Neotropisch gebied.